# Rodrigo Lemos Posende
Rodrigo Javier Lemos Rosende (Las Piedras, 3 de octubre de 1973), conocido por su apodo "La Momia" Lemos, es un exfutbolista y director técnico uruguayo. Jugaba de volante.

## Trayectoria
Se formó en las divisiones juveniles de Nacional, pasando a integrar el primer equipo en 1993. En 1998 fue transferido al Tianjin Teda chino.
En 2015 fue ayudante técnico de Manuel Keosseian en Rentistas. Tras completar el curso de Director Técnico en abril de 2017, pasó a dirigir la categoría sub-17 del Club Nacional de Football.

## Selección nacional
Fue internacional con la Selección de fútbol de Uruguay,tanto en la sub-20 (con la que disputó la Copa Mundial de Fútbol Juvenil de 1993), como en la mayor (con la que disputó la Copa América 2001, marcando un gol).

### Participaciones internacionales
| Mundial              | Sede      | Resultado   |
| -------------------- | --------- | ----------- |
| Mundial Juvenil 1993 | Australia | 4° de final |
| Copa América 2001    | Colombia  | Semifinal   |

## Clubes
| Club                              | País    | Año       |
| --------------------------------- | ------- | --------- |
| Nacional                          | Uruguay | 1993-1998 |
| Tianjin Teda                      | China   | 1998      |
| Bella Vista                       | Uruguay | 1998-2001 |
| Pumas UNAM                        | México  | 2002-2003 |
| Guerreros de Tabasco              | México  | 2003-2004 |
| Delfines de Coatzacoalcos         | México  | 2004      |
| Audax Italiano                    | Chile   | 2005      |
| Liverpool Fútbol Club             | Uruguay | 2006      |
| Rentistas                         | Uruguay | 2007      |
| Liverpool Centro Deportivo Social | Uruguay | 2009      |
| Juventud Las Piedras              | Uruguay | 2010-2011 |

## Palmarés
| Título              | Club     | País    | Año  |
| ------------------- | -------- | ------- | ---- |
| Torneo Clausura     | Nacional | Uruguay | 1995 |
| Torneo Clausura     | Nacional | Uruguay | 1996 |
| Liguilla            | Nacional | Uruguay | 1996 |
| Torneo Apertura     | Nacional | Uruguay | 1997 |
| Torneo Apertura     | Nacional | Uruguay | 1998 |
| Campeonato Uruguayo | Nacional | Uruguay | 1998 |